# Bromus anomalus
La cebada bravía o espigajo (Bromus anomalus) es una especie herbácea y anual perteneciente a la familia de las gramíneas (Poaceae).

## Descripción
Planta perenne, cespitosa. Tallos de 70-90 cm de altura. Vainas pelosas; lígula de 1.5-1.7 mm; láminas 10-30 cm x 3-4 mm, glabras o pelosas. Panícula de 15-26 cm, péndula. Espiguillas 2-3 cm; gluma inferior 7-9 mm, 1-nervia; gluma superior 8-11 mm, 3-nervia; flósculos 4-8; lemas 10-11 mm, 5-9-nervias, pelosas, el ápice agudo a acuminado, la arista 1-4 mm.

## Distribución y hábitat
Se encuentra en áreas abiertas en los bosques de neblina, bosques de Pinus y Quercus a una altitud de 2100-3200 metros desde los Estados Unidos a Guatemala.

## Taxonomía
Bromus anomalus fue descrita por Eugène Pierre Nicolas Fournier y publicado en Mexicanas Plantas 2: 126. 1886.
Etimología
Bromus: nombre genérico que deriva del griego bromos = (avena), o de broma = (alimento).
anomalus: epíteto latino que significa "que no es normal".
Citología
Número de cromosomas de Bromus sterilis (Fam. Gramineae) y táxones infraespecíficos: 2n=14
Sinonimia
- Bromopsis anomala (E.Fourn.) Holub
- Bromus anomalus Rupr.
- Bromus ciliatus var. minor Munro ex L.H.Dewey
- Bromus kalmii var. major Vasey ex Beal
- Zerna anomala (E.Fourn.) Henrard[5][6]